# Меркль, Вилли
Вилли Меркль (нем. Willy Merkl; 1900—1934) — немецкий альпинист, руководитель-участник двух экспедиций на вершину Нанга-Парбат (8125 м) Кашмирских Гималаев (1932, 1934). Погиб от переохлаждения и истощения во время восхождения, предположительно, 16 июля 1934 года в высотном лагере (7100 м) после продолжительной непогоды.

## Краткая биография
Точных биографических сведений о ранних годах жизни нет. Вилли Меркль родился в Германии 6 октября 1900 года. В конце Первой мировой войны был призван в армию, служил рядовым. В начале 1920-х закончил технический колледж в Нюрнберге. Работал техническим инспектором на железной дороге в Аугсбурге. В 1920-х годах совершил около сорока первопрохождений новых альпинистских маршрутов в восточных и западных Альпах, из которых многие вместе со своим другом Вилло Вельценбахом.
Из наиболее известных альпийских маршрутов им были пройдены восточная стена вершины Флешбанк, диретиссима западной стены Тотенкирхль (по «камину Дюльфера»), северная и северо-западная стены Кляйне-Хальт, западное ребро Предигтштуль. Совершены первовосхождения на Миихлштурзхорн (нем.  Miihlsturzhorn) по южной стене, Саухорн (нем.  Sauhorn) по северному гребню и Ротхорн (нем. Rothorn) по северному контрфорсу. География мест его восхождений охватывала такие места Альп как Берхтесгаден, Лофер, Леоганг, Таннхайм, Карвендель. В 1924—1926 годах Меркль ездил в Доломиты, где прошёл маршрут Treussriss на Кляйнсте-Цинне, первым южную стену Пунта-Чиветта, а чуть позже её северный гребень, совершил второе восхождение на Торре-дель-Дьяволо (итал. Torre del Diavolo) (2598 м) (массив Cadini di Misurina). В 1928 году стал участником первого восхождения на Монблан по гребню Peteret ridge.
В 1929 году вместе с Уолтером Рехом (англ. Walter Raech) и Фрицем Бехтольдом совершил ряд восхождений на Центральном Кавказе, в частности на вершины Гюльчи-Тау, Эльбрус, Коштантау (первопрохождение северного гребня) и Ушбу (третье восхождение).
Вилли Меркль был членом немецко-австрийской альпинистской ассоциаций, Австрийского, Английского и Гималайского альпклубов.
В 1932 и 1934 годах он возглавил немецкие альпинистские экспедиции на вершину Нанга-Парбат Кашмирских Гималаев (вторую и третью на гору).
В 1938 году (после смерти) дневники Вилли Меркля были опубликованы его сводным братом доктором Карлом Херлигкоффером — руководителем многих последующих немецких экспедиций на эту вершину, в том числе экспедиций 1953 года, в ходе которой было совершено восхождение на её вершину Германом Булем, а также 1970 года, во время которой Райнхольд Месснер вместе с братом Гюнтером достиг вершины по Рупальской стене, в книге «Путь Вилли Меркля на Нанга-Парбат» (нем. Willy Merkl ein Weg zum Nanga Parbat).
Имя Вилли Меркля носят кулуар и ледовое поле на Рупальской стене Нанга-Парбат, а также известный отель Хижина Вилли Меркля в Гёдешнитсзе, который находится на содержании Немецкого Альпийского союза.

## Экспедиции на Нанга-Парбат

### 1932

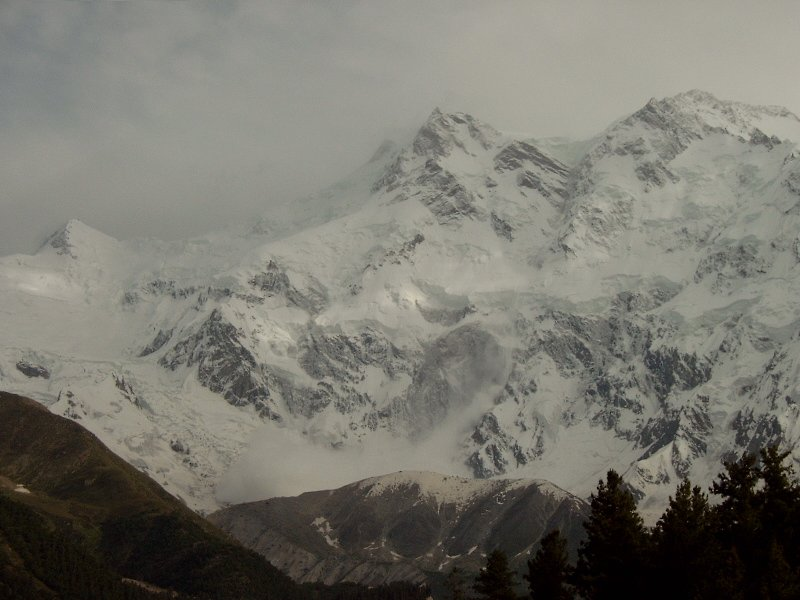
Нанга-Парбат из базового лагеря в долине Ракиот. Небольшая вершина в крайнем левом углу фото — Ракиот-Пик, седловина справа от неё — перевал Северное Седло

В 1932 году Вилли Меркль возглавил первую немецкую экспедицию на вершину Нанга-Парбат — вторую в истории покорения вершины. Первоначальный план экспедиции и восхождения был разработан ещё в 1930 году другом Меркля Вилло Вельценбахом и предполагал подъём на вершину со стороны ледника Диамир по маршруту Альберта Маммери, но в том году экспедиция не состоялась по настоянию Министерства иностранных дел Германии. В 1932 году на проведение экспедиции было получено разрешение руководства страны, но Вельценбах не смог принять в ней участие из-за занятости на работе и предложил возглавить её Мерклю. Кроме него в ней приняли участие Питер Ашенбреннер из Австрии, немцы Фриц Бехтольд, Хуго Хамбергер, Герберт Кюниг, саксонцы Феликс Симон и Фриц Висснер, и американец Рэнд Херрон.
Экспедиция столкнулась с рядом организационных трудностей. Властями Кашмира не было дано разрешение на подход к Нанга-Парбат с его северной стороны (Диамира), а было выдано разрешение на подход к горе со стороны долины Ракиот (с южной, неисследованной её части), и, более того, не по караванным путям вдоль Инда, а по труднопроходимым долинам, что значительно сдвинуло планируемые сроки прибытия к подножию вершины. Кроме этого, экспедиция не воспользовалась услугами высотных носильщиков (шерпов), а ограничилась услугами местных жителей, которые оказались не готовы для работы на высоте.
По прибытии к подножию Нанга-Парбат, экспедиция организовала базовый лагерь на высоте 3967 метров в месте, названным Мерклем «Сказочной поляной», откуда в течение июля, с установкой промежуточных лагерей, альпинистам удалось проложить маршрут к Северному Седлу (6850 м) — перевалу между пиками Ракиот-Пик (7070 м) и Серебряным Седлом — характерной седловиной в восточном гребне, через который лежит путь на предвершинный гребень, по которому возможен выход на вершину. 29 июля Вилли Меркль, Бехтольд и Фриц Висснер установили на нём палатку. Дальнейшему продвижению вверх помешали плохая погода и лавинная опасность, вызванные сезонным муссоном, и альпинисты были вынуждены отступить. Помимо этого достижения, Питер Ашенбреннер совершил первое восхождение на Чонгра-Пик (6830 м) — отдельную вершину в массиве Нанга-Парбат, и, вместе с Кюнигом, на Ракиот-Пик.

### 1934

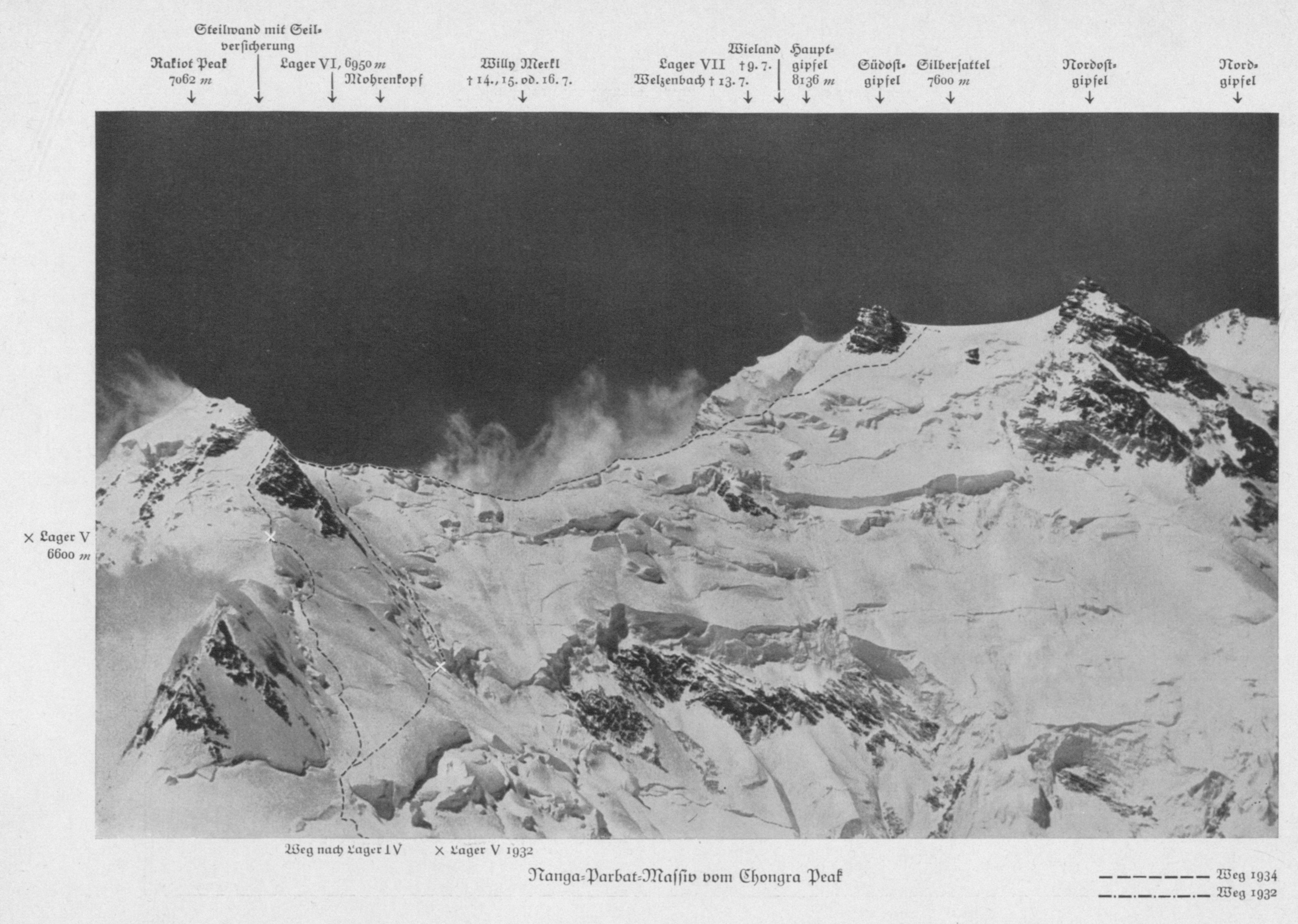
Маршрут экспедиции 1934 года на Нанга-Парбат

Полные изумления и благоговения мы проникали в тайные места величественных гор, и как никогда прежде, лёжа под тысячами звезд, учились наслаждаться чувством своего уединения.
В 1934 году Вилли Меркль возглавил вторую немецкую экспедицию на Нанга-Парбат. Помимо Меркля в альпинистскую группу были включены Питер Ашенбреннер и Фриц Бехтольд (участники экспедиции 1932 года), Питер Мюльриттер, Эрвин Шнайдер, Ули Виланд, Альфред Дрексель, а также идеолог восхождения Вилло Вельценбах. На этот раз были учтены многие организационные промахи: удалось получить разрешение на более простой путь в долину Ракиот (за счет чего понадобился всего месяц, чтобы добраться от Германии к подножию вершины), были наняты опытные высотные носильщики, многие из которых участвовали в ранних английских экспедициях, в том числе, на Эверест.
В середине мая экспедиция прибыла в базовый лагерь экспедиции 1932 года и начала установку высотных лагерей. 7 июня от пневмонии и последующего отёка легких неожиданно умер Альфред Декстер. В связи с его смертью и последующими похоронами альпинистами были упущены 11 безоблачных дней. В конце июня экспедиция вернулась к активной работе на горе и к 5 июля были организованы семь высотных лагерей вплоть до Северного седла. На большинстве участков маршрута первыми работали Ашенбреннер и Шнейдер, что позволило им получить достаточную акклиматизацию. Меркль и остальные альпинисты с носильщиками следовали за ними. Промежуточный базовый лагерь (лагерь IV) был организован на высоте 6185 метров.
6 июля группа альпинистов и носильщиков из 16 человек вышла из лагеря VII (7050 м) на Северном седле в направлении Серебряного седла. Ашенбреннер и Шнейдер смогли достичь высоты 7850 метров и выйти на гребень, ведущий к вершине, но вынуждены были вернуться — основная группа не могла поддерживать темп первой двойки и разбила лагерь VIII на высоте 7480 м. В ночь с 6 на 7 июля началась сильнейшая буря, которая продолжалась 9 дней. Альпинистам и носильщикам пришлось провести в лагере две ночи. Утром 8 июля Мерклем было принято решение спускаться вниз, при этом большая часть лагерного снаряжения была оставлена в расчёте на скорое окончание непогоды и возвращение назад.
Первыми из лагеря VIII вышли вместе с тремя шерпами Ашенбреннер и Шнайдер «тропить дорогу», следом вышли остальные. В 7 часов вечера того же дня Ашенбреннер и Шнайдер смогли дойти до лагеря IV. Трое шерпов, с которыми они совершали спуск, остались в лагере VI у Ракиот-Пика. В это же время Меркль и остальные пробовали спуститься, Меркль и Вельценбах дошли до палатки лагеря VII, четверо шерпов и Виланд заночевали в снежной пещере не доходя лагеря VII, четверо оставшихся шерпов пошли дальше, но не смогли дойти до лагеря VI и снова заночевали в пещере. В ночь с 8 на 9 июля в пещере над лагерем 7 умер шерп Нима Нурбу.
Утром 9 июля трое шерпов из команды Меркля продолжили спуск. В лагере VI они встретились c шерпами Ашенбреннера, откуда все вместе пошли в нижние лагеря. По пути от истощения умерли трое из них — Нима Дорже, Пинсоо Нурбу и Нима Таши, четверым удалось дойти до IV лагеря.
Утром 9 июля по пути к лагерю VII от снежной пещеры на восточном гребне умер Ули Виланд, трое шерпов оставались в пещере до 11 июля. В ночь с 10 на 11 умер шерп Дакши. Утром 11 июля шерпы Ангтсеринг и Гай-Лай спустились до лагеря VII, где обнаружили Меркля и Вельценбаха. Вилло Вельценбах умер в палатке лагеря VII в ночь с 12 на 13 июля. 13 июля остававшиеся в живых Меркль, Ангтсеринг и Гай-Лай попробовали продолжить спуск, но обессиленные Меркль и Гай-Лай не смогли дойти даже до лагеря VI. Они выкопали пещеру в центральной части Северного седла, в которой умерли от истощения предположительно 16 июля. Ангтсеринг смог спуститься в лагерь IV вечером 14 июля.
Все многочисленные попытки прийти на помощь терпящим бедствие альпинистам не имели успеха. После этой катастрофы экспедиция была свёрнута. Тело Вилли Меркля было найдено немецкой экспедицией Пауля Бауэра на Нанга-Парбат в 1938 году.

## Комментарии
1. ↑  Карл Херлигкоффер, как и многие другие историки, пишет о восхождении с юга как о вынужденном из-за проблем с пермитом. Сам же Меркль в отчёте об экспедиции 1932 года утверждает, что восхождение со стороны долины Ракиот было предусмотрено с самого начала. См. Ссылки.